# Miocyphon punctulatus
Miocyphon punctulatus is een keversoort uit de familie moerasweekschilden (Scirtidae). De wetenschappelijke naam van de soort werd in 1914 gepubliceerd door Henry Frederick Wickham.